# Visu Latvijai
Visu Latvijai! (VL) je lotyšská národně-konzervativní politická strana. Předsedou strany je Imants Parādnieks.
Původně se jednalo o mládežnickou politicky zaměřenou organizaci, v lednu 2006 došlo k její přeměně v politickou stranu. V parlamentních volbách téhož roku strana obdržela 1,48 % hlasů a nedostala se do parlamentu.